# Persone di nome Mads
| Questa pagina contiene informazioni ricavate automaticamente dalle voci biografiche con l'ausilio del template Bio e di un bot. L'aggiornamento è periodico e automatico e ricostruisce completamente la pagina. Se manca una persona in questa lista, sei pregato di non aggiungerla, ma accertati piuttosto che la sua voce biografica contenga il template Bio e che i dati anagrafici siano correttamente compilati. Se il template Bio manca, inseriscilo tu stesso o, in alternativa, metti l'avviso {{tmp\|Bio}} che ne segnala la mancanza. Se i dati riportati sono sbagliati, correggi direttamente la voce biografica; le modifiche saranno visibili in questa lista entro pochi giorni. Per chiarimenti vedi il progetto antroponimi. La lista contiene solo le 52 persone che sono citate nell'enciclopedia e per le quali è stato implementato correttamente il template Bio. Pagina aggiornata al 16 ott 2024. |

Questa è una lista di persone presenti nell'enciclopedia che hanno il prenome Mads, suddivise per attività principale.

## Attori(1)
- Mads Mikkelsen, attore danese (Copenaghen, n. 1965)

## Calciatori(32)
- Mads Aaquist, calciatore danese (n. 1994)
- Mads Albæk, calciatore danese (Roskilde, n. 1990)
- Mads Juel Andersen, calciatore danese (Albertslund, n. 1997)
- Mads Bech Sørensen, calciatore danese (Horsens, n. 1999)
- Mads Bertelsen, calciatore danese (n. 1994)
- Mads Bidstrup, calciatore danese (Køge, n. 2001)
- Mads Dahm, calciatore norvegese (Oslo, n. 1988)
- Mads Enggård, calciatore danese (Silkeborg, n. 2004)
- Mads Fenger, calciatore danese (Aarhus, n. 1990)
- Mads Frøkjær-Jensen, calciatore danese (Copenaghen, n. 1999)
- Mads Greve, calciatore danese (Middelfart, n. 1989)
- Mads André Hansen, ex calciatore norvegese (Drammen, n. 1984)
- Mads Hansen, calciatore danese (Ikast, n. 2002)
- Mads Hedenstad Christiansen, calciatore norvegese (n. 2000)
- Mads Hermansen, calciatore danese (Odense, n. 2000)
- Mads Hvilsom, ex calciatore danese (Himmelev, n. 1992)
- Mads Junker, ex calciatore danese (Copenaghen, n. 1981)
- Mads Kaalund, calciatore danese (Copenaghen, n. 1996)
- Mads Kikkenborg, calciatore danese (Esbjerg, n. 1999)
- Mads Lauritsen, calciatore danese (Holstebro, n. 1993)
- Mads Emil Madsen, calciatore danese (Aarhus, n. 1998)
- Mads Boe Mikkelsen, calciatore faroese (n. 1999)
- Mads Reginiussen, calciatore norvegese (Alta, n. 1988)
- Mads Roerslev Rasmussen, calciatore danese (Copenaghen, n. 1999)
- Mads Sande, calciatore norvegese (Bergen, n. 1998)
- Mads Skjærvold, calciatore norvegese (Trondheim, n. 1980)
- Mads Stokkelien, ex calciatore norvegese (Kristiansand, n. 1990)
- Mads Søndergaard, calciatore danese (Viborg, n. 2002)
- Mads Døhr Thychosen, calciatore danese (Vejle, n. 1997)
- Mads Timm, ex calciatore danese (Odense, n. 1984)
- Mads Toppel, ex calciatore danese (Odense, n. 1982)
- Mads Pedersen, calciatore danese (Hørsholm, n. 1996)

## Canottieri(2)
- Mads Kruse Andersen, canottiere danese (Nørre Alslev, n. 1978)
- Mads Rasmussen, canottiere danese (Nykoebing Falster, n. 1981)

## Cantanti(1)
- Mads Langer, cantante danese (Skive, n. 1984)

## Cestisti(1)
- Mads Stürup, cestista danese (Gladsaxe, n. 1997)

## Ciclisti su strada(4)
- Mads Christensen, ex ciclista su strada e pistard danese (Aalborg, n. 1984)
- Mads Kaggestad, ex ciclista su strada norvegese (Ringerike, n. 1977)
- Mads Pedersen, ciclista su strada danese (Lejre, n. 1995)
- Mads Würtz Schmidt, ciclista su strada danese (Randers, n. 1994)

## Fotografi(1)
- Mads Nissen, fotografo danese (Hobro, n. 1979)

## Giocatori di poker(1)
- Mads Andersen, giocatore di poker danese (Nykobing, n. 1970)

## Giornalisti(1)
- Mads Brügger, giornalista, conduttore televisivo e regista danese (n. 1972)

## Hockeisti su ghiaccio(2)
- Mads Bødker, ex hockeista su ghiaccio danese (Copenaghen, n. 1987)
- Mads Christensen, hockeista su ghiaccio danese (Herning, n. 1987)

## Nuotatori(1)
- Mads Glæsner, ex nuotatore danese (Tårnby, n. 1988)

## Pallamanisti(2)
- Mads Christiansen, pallamanista danese (Næstved, n. 1986)
- Mads Mensah Larsen, pallamanista danese (Holbæk, n. 1991)

## Pallavolisti(1)
- Mads Jensen, pallavolista danese (Copenaghen, n. 1999)

## Piloti di rally(1)
- Mads Østberg, pilota di rally norvegese (Fredrikstad, n. 1987)

## Sciatori alpini(1)
- Mads Mørch, ex sciatore alpino norvegese (n. 1969)